# Семенов Михайло Васильович
Семенов Михайло Васильович (18 вересня 1933 — 9 листопада 2006) — радянський баскетболіст.
Срібний призер Олімпійських Ігор 1956, 1960 років.